# Mestna avtobusna linija št. 6 (Ljubljana)
Mestna avtobusna linija številka 6 ČRNUČE–DOLGI MOST P+R je najbolj obremenjena in najbolj pogosta izmed 33 avtobusnih linij javnega mestnega prometa v Ljubljani. Poteka v smeri sever–jug po najprometnejših ljubljanskih cestah in povezuje Črnuče, Ježico, Stožice, Bežigrad, Center in Vič.

## Zgodovina
Ježica je bila prvič z avtobusno progo povezana leta 1925, ko je zasebni prevoznik Adamič dobil koncesijo za opravljanje voženj na relaciji Ljubljana–Ježica. Koncesiji sta kasneje dobila tudi prevoznika Pečnikar (l. 1929) in Magister (l. 1931).
Leta 1928 je bila odprta tudi redna mestna avtobusna proga Vič–Črnuče (v lasti MOL), ki je bila že pred drugo svetovno vojno zaradi nerentabilnosti in konkurence tramvaja ukinjena. 27. maja 1931 so namreč predali namenu novo tramvajsko progo, imenovano viška proga. Končno obračališče je bilo pred viško cerkvijo. Po drugi svetovni vojni je bil Vič s središčem mesta še vedno povezan s tramvajsko progo, Bežigrad in Ježica pa od 6. oktobra 1951 s trolejbusno progo Razstavišče (Vilharjeva cesta)–Ježica. Maja 1954 so trolejbusno progo od Vilharjeve podaljšali preko železniške proge mimo Bavarskega dvora do Ajdovščine, kjer je bila začasna prestopna postaja trolejbusov in tramvajev. Po ukinitvi tramvajskega prometa leta 1958 so progi združili v eno in nastala je trolejbusna proga št. 6 Vič–Ježica.
Leta 1971 so na progi ukinili trolejbuse in jih nadomestili z avtobusi. 2. novembra 1971 so avtobusno progo na Viču podaljšali do Dolgega mostu, leta 1974 pa še z Ježice do Črnuč; po odprtju zahodne ljubljanske obvoznice pa je bilo urejeno tudi novo večje obračališče na Dolgem mostu ob izvozu na Tržaško cesto.
Leta 1991 so bile po osamosvojitveni vojni ukinjene nočne vožnje po 24.00 (prej je bila zadnja vožnja ob 1.00 zjutraj). 3. septembra 2001 so avtobusi pričeli ustavljati na novem obračališču ob parkirišču na Dolgem mostu, kjer je bil kot prvi v Ljubljani že na začetku 90. let 20. stoletja vpeljan sistem Parkiraj in se pelji (P+R).  Novembra 2003 je bil obratovalni čas nočnih prog poskusno podaljšan do 0.30, julija naslednje leto pa so avtobusi zaradi premajhnega števila potnikov v nočnem času obratovali spet po starem do 24.00. 
31. marca 2008 je sprva ob delavnikih približno vsak četrti avtobus z Dolgega mosta nadaljeval vožnjo do novega obračališča Vnanje Gorice v občini Brezovica. Podaljšek linije je bil označen kot št. 6B Črnuče–Vnanje Gorice. 6. decembra 2008 so na tej liniji zaradi večjega števila potnikov uvedli obratovanje tudi ob sobotah, nedeljah in praznikih. 28. junija 2010 je bil zaradi redkejšega intervala obratovalni čas sorazmerno podaljšan; prva odhoda z Bavarskega dvora proti končnima obračališčema sta ob 2.50 ob delavnikih ter sobotah in 3.50 ob nedeljah in praznikih; zadnja odhoda sta vselej ob 0.20. 16. januarja 2012 je bila trasa linije 6B podaljšana od Vnanjih Goric do Notranjih Goric, kjer sta bili vzpostavljeni tudi dve novi parkirišči P+R. 1. februarja 2012 je bilo v Notranjih Goricah omogočeno prestopanje na integrirani avtobusni liniji št. 43 (Notranje Gorice–Podpeč–Preserje/Krimom) in 44 (Notranje Gorice– Podpeč–Preserje/Krimom–Rakitna).
1. maja 2014 je bila trasa linije št. 6B skrajšana od Črnuč do Bežigrada ter tako postala samostojna linija, neodvisna od linije št. 6. V času razglašene epidemije so zaradi nočne omejitve gibanja začasno ukinili nočne vožnje avtobusov; po ponovni vzpostavitvi so 26. aprila 2021 skrajšali režim obratovanja, in sicer je sedaj prvi odhod iz centra ob 4.30, zadnji pa ponovno ob 24.00.
Ob prenovi Tržaške ceste je bilo leta 2023 ukinjeno postajališče Stan in dom.
Začetna/končna postaja ČRNUČE in obračališče se nahaja na Dunajski cesti nasproti Zdravstvenega cetra Lorena, 200 m vzhodno od Cerkve svetega Simona in Juda Tadeja na Črnučah.
Začetna/končna postaja DOLGI MOST P+R in obračališče je del mreže P+R parkirišč in se nahaja ob železniški progi Ljubljana–Koper/Trst z železniškim postajališčem Dolgi most na Tržaški cesti na Viču.

## Trasa
- smer ČRNUČE–DOLGI MOST P+R: Dunajska cesta–Slovenska cesta–Aškerčeva cesta–Tržaška cesta–Dolgi most.
- smer DOLGI MOST P+R–ČRNUČE: Dolgi most–Tržaška cesta–Aškerčeva cesta–Slovenska cesta–Dunajska cesta.

## Režim obratovanja
Linija obratuje vse dni v letu, tj. ob delavnikih, sobotah, nedeljah in praznikih. Prva vožnja avtobusov je s končnih obračališč proti centru mesta od ponedeljka do sobote ob 4.13 (ob nedeljah in praznikih ob 5.13), zadnja vožnja pa je iz centra mesta ob 24.00. Najpogosteje avtobusi vozijo ob delavniških prometnih konicah.

### Preglednice časovnih presledkov v minutah
| ura         | interval (minute) | interval (minute) |
| ura         | 1.9.–30.6.        | 1.7.–31.8.        |
| 4.13–5.00   | 30                | 30                |
| 5.00–6.00   | 20                | 20                |
| 6.00–6.40   | 10                | 16                |
| 6.40–7.30   | 6                 | 14–15             |
| 7.30–8.45   | 8                 | 15                |
| 8.45–13.15  | 10                | 16                |
| 13.15–14.00 | 9                 | 16                |
| 14.00–16.30 | 7–8               | 15                |
| 16.30–20.00 | 10                | 16                |
| 20.00–20.30 | 11–12             | 16                |
| 20.30–22.30 | 15                | 15                |
| 22.30–24.00 | 45                | 45                |

| ura         | interval (minute) |
| 4.13–5.00   | 30                |
| 5.00–6.15   | 20                |
| 6.15–11.20  | 12–18             |
| 11.20–16.00 | 12–18             |
| 16.00–19.00 | 12–18             |
| 19.00–22.30 | 20                |
| 22.30–24.00 | 45                |

| ura         | interval (minute) |
| 5.13–6.00   | 30                |
| 6.00–9.00   | 25–30             |
| 9.00–15.30  | 18–23             |
| 15.30–20.00 | 18–23             |
| 20.00–22.30 | 20                |
| 22.30–24.00 | 45                |

- Opisani intervali veljajo v času normalnih prometnih razmer. V primeru nesreč, zastojev, zaprtih cest in obvozov se zamude zaradi sorazmerno kratkih intervalov hitro povečujejo.